# Marianne Sägebrecht
Marianne Sägebrecht, née le 27 août 1945 à Starnberg en Bavière, est une actrice allemande, surtout connue pour son rôle dans les films Zuckerbaby, Bagdad Café et La Guerre des Rose.

## Biographie
Lors de la Berlinale 1997, Marianne Sägebrecht est membre du jury.

## Filmographie

### Au cinéma
- 1983 : Die Schaukel : Tandlerin de Percy Adlon
- 1984 : Im Himmel ist die Hölle los : Journaliste de Helmer von Lützelburg
- 1984 : Ein Irres Feeling de Nikolai Müllerschön (en) : La mère d'Alfa
- 1985 : Zuckerbaby de Percy Adlon : Marianne
- 1987 : Crazy Boys de Peter Kern : Mlle Hermann
- 1987 : Bagdad Café (Out of Rosenheim) de Percy Adlon : Jasmin Münchgstettner
- 1988 : Pleine Lune sur Parador (Moon Over Parador) de Paul Mazursky : Magda
- 1989 : Rosalie fait ses courses (Rosalie Goes Shopping) de Percy Adlon : Rosalie Greenspace
- 1989 : La Guerre des Rose (The War of the Roses) de Danny DeVito : Susan
- 1991 : Martha et moi de Jiří Weiss : Martha
- 1992 : La Vida láctea de Juan Estelrich Jr. : Aloha
- 1992 : Le Souffle du démon (Dust Devil) de Richard Stanley : Dr Leidzinger
- 1993 : Mr. Bluesman (de) de Sönke Wortmann : Emma
- 1994 : Mona Must Die de Donald Reiker : Mona von Snead
- 1994 : Erotique de Monika Treut : Hilde (segment Taboo Parlor)
- 1995 : Beauville (moyen-métrage) de Rudolf Mestdagh
- 1995 : Ohne Hose (court-métrage) de Nils Willbrandt : Marianne
- 1995 : All Men Are Mortal d'Ate de Jong : Annie
- 1996 : Le Roi des aulnes (Der Unhold) de Volker Schlöndorff : Mrs. Netta
- 1997 : Johnny de Dylan de Jong
- 1997 : Lorenz im Land der Lügner de Jürgen Brauer : Tante Martha
- 1997 : Soleil de Roger Hanin : Tata Jeannette
- 1998 : À la recherche du passé (Left Luggage) de Jeroen Krabbé : Mrs. Silberschmidt, la mère de Chaya
- 1998 : Spanish Fly de Daphna Kastner : Rosa
- 1999 : Astérix et Obélix contre César de Claude Zidi : Bonemine
- 2003 : Großglocknerliebe de Joe Duebell : Anneliese
- 2014 : Le Cercle (Der Kreis) de Stefan Haupt : Erika

### À la télévision
- 1980 : Herr Kischott de Percy Adlon
- 1994 : Il Piccolo lord de Gianfranco Albano : Klara
- 1994 : Eine Mutter kämpft um ihren Sohn de Károly Makk : Marion Bruckmüller
- 1995 : Terrain glissant de Joyce Buñuel : la mère de Yves
- 1996 : Katrin und Wladimir de Jens Becker : Hilda Weigand
- 1997 : Une femme sur mesure de Detlef Rönfeldt
- 1997 : Und plötzlich war alles anders de Dagmar Damek : Marlies Schöne
- 1999 : Ich wünsch Dir Liebe de Wiktor Grodecki : Uschi
- 1999 : Une lueur d'espoir (Ganz unten, ganz oben) de Matti Geschonneck : Elli Schulze
- 1999 : La Secrétaire du Père Noël (Die Sekretärin des Weihnachtsmanns) de Dagmar Damek : Marlène Veber
- 1999 : Le Testament (épisode 10 de la 5e saison de la série télévisée Rex, chien flic)
- 2000 : Victoire de l'amour (Am Ende siegt die Liebe) de Peter Weck : Anna Linke
- 2000 : Il Ritorno del piccolo lord de Giorgio Capitani : Frau Klare
- 2000 : Sans famille de Jean-Daniel Verhaeghe : Mère Barberin
- 2001 : Private Lies de Sherry Horman : Betty
- 2001 : Marga Engel schlägt zurück de Helmut Metzger : Marga
- 2003 : Marga Engel kocht vor Wut de Michael Günther : Marga Engel
- 2004 : Marga Engel gibt nicht auf de Karsten Wichniarz : Marga Engel
- 2005 : Charlotte und ihre Männer de Dirk Kummer : Charlotte
- 2007 : Les Miracles de Mirella (Bezaubernde Marie) de Peter Weissflog : Marie Meyer
- 2007 : Das Geheimnis meiner Schwester de Bettina Woernle : Antonia Wiedemann
- 2008 : Les Contes de Grimm (Sechs auf einen Streich) S1E3 Dame Hiver : la dame hiver[1]